# Ulysses S. Grant
Ulysses Simpson Grant, ameriški general, politik in predsednik ZDA, * 27. april 1822, Point Pleasant, Ohio, † 23. julij 1885, Wilton, New York.
Grant je bil general Zvezne vojske ZDA med ameriško državljansko vojno in osemnajsti predsednik Združenih držav Amerike (1869–1877).